# Liadytes crassus
Liadytes crassus is een keversoort uit de familie Liadytidae. De wetenschappelijke naam van de soort is voor het eerst geldig gepubliceerd in 1977 door Ponomarenko.